# Cyanicula ixioides
Cyanicula ixioides är en orkidéart som först beskrevs av John Lindley, och fick sitt nu gällande namn av Stephen Donald Hopper och Andrew Phillip Brown. Cyanicula ixioides ingår i släktet Cyanicula, och familjen orkidéer.

## Underarter
Arten delas in i följande underarter:
- C. i. candida
- C. i. ixioides